# Бакальский маяк
Бакальский маяк — ныне разрушенный маяк, находившийся в северо-западной части Крымского полуострова на мысе Песчаном (с 2011 года остров) Бакальской косы недалеко от села Стерегущее. Был построен из металлоконструкций на бетонном основании. Маяк предназначался для предупреждения о далеко выдающимся в Каркинитский залив мысе Песчаном и наличии рядом с ним Бакальской банки. В светлое время суток являлся видимым ориентиром,  в ночное время, а также во время туманов и ограниченной видимости - радиопеленгуемым ориентиром.

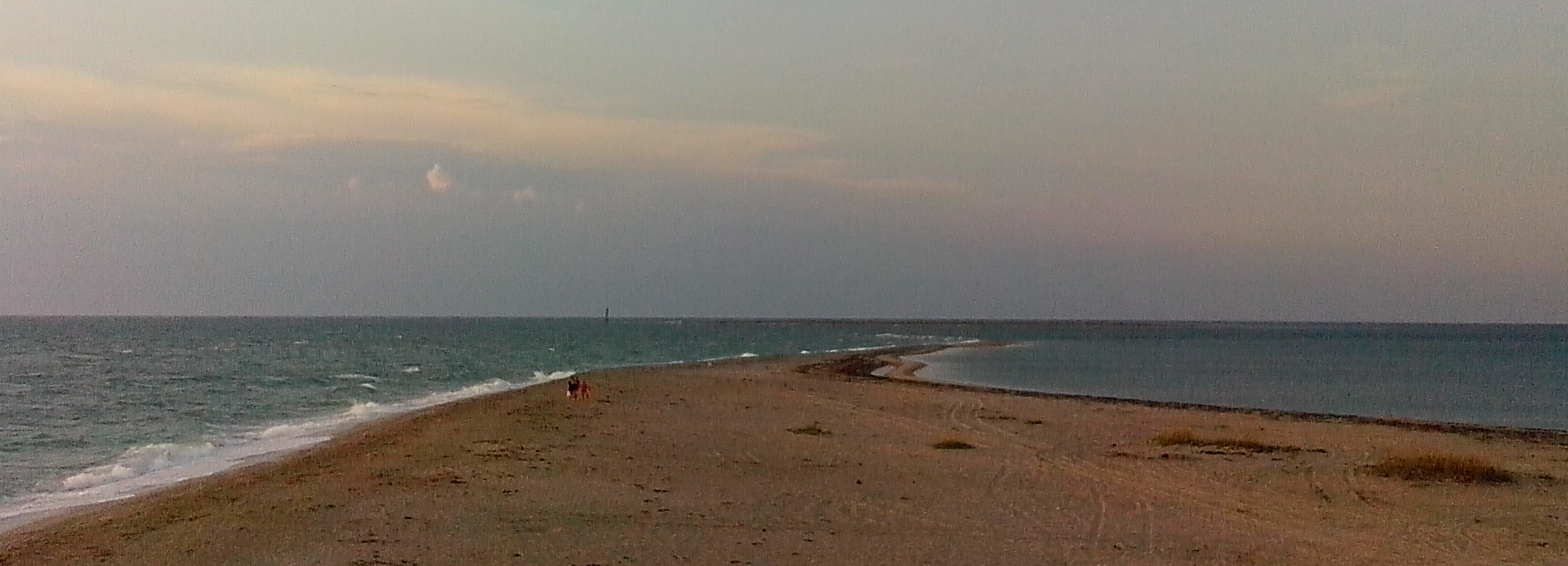
На фото 2015 года ещё возвышается над водой

Под воздействием морских штормов и добычи песка конец косы постепенно смещался, а маяк оставался неподвижным на своем бетонном основании. Сильные шторма зимы 2010—2011 годов полностью размыли песчаную стрелку косы, превратив мыс в остров. К 2015 году берег острова от размыва сместился на восток настолько, что маяк оказался в море на расстоянии около 120 метров к западу от сместившегося берега. Последний раз конструкции возвышались над водой в 2017 году. 